# Michel Fusté-Lambezat
Michel Fusté-Lambezat, né le 26 février 1934 à Bordeaux et mort le 7 février 2013 à Libourne, est un compositeur et chef d'orchestre français.

## Biographie
Né en 1934 à Bordeaux, Michel Fusté-Lambezat étudie le solfège et le hautbois au conservatoire de Bordeaux, puis entre au Conservatoire national supérieur de musique de Paris où il suit les classes de contrepoint et fugue, histoire de la musique, direction d'orchestre et composition musicale. Il obtient en 1960 le 1er prix au concours international de jeunes chefs d'orchestre de Besançon, puis un 1er prix de composition à l’unanimité dans la classe de Darius Milhaud en 1963.
Nommé chef d’orchestre au Grand Théâtre de Bordeaux en 1964, puis professeur d’harmonie au conservatoire en 1965, il y fonde une classe de composition très active. Cette « École de Bordeaux » est constituée aujourd’hui de compositeurs résidents en Nouvelle-Aquitaine : Thierry Alla, Didier Marc Garin, Christophe Havel, Christian Lauba et Philippe Laval.
En 1984, Michel Fusté-Lambezat fonde l’Ensemble Musique nouvelle Bordeaux Aquitaine, orchestre à géométrie variable ayant pour mission de faire découvrir la musique du XXe siècle, notamment en passant des commandes musicales aux jeunes compositeurs. Il est nommé en 1989 directeur du conservatoire de Bordeaux à la tête duquel il reste jusqu'en 2000 et poursuit sa mission en faveur de la création.
Il meurt le 7 février 2013.

## Œuvres
- Seconde Symphonie
- L'Ombre (ballet)
- La Cathédrale du silence (ballet)
- Polyphonies
- Mouvements
- Espaces éphémères
- Sortie interdite (ballet)
- Transparences imaginaires
- Fragments imaginaires
- Formes couleurs.

## Discographie
- Ensemble Musique Nouvelle Bordeaux-Aquitaine, direction Michel Fusté-Lambezat : 103 regards dans l’eau de Marius Constant, Fragments imaginaires de Michel Fusté-Lambezat, Concerto Étoiles de Thierry Alla, Jeux de Christian Lauba. Disque MFA. SCD868.